# Dahlem, Luxemburg
Dahlem är en ort i Luxemburg.   Den ligger i distriktet Luxemburg, i den sydvästra delen av landet, 13 kilometer väster om huvudstaden Luxemburg. Dahlem ligger 343 meter över havet och antalet invånare är 389.
Terrängen runt Dahlem är platt.  Runt Dahlem är det tätbefolkat, med 427 invånare per kvadratkilometer.. Närmaste större samhälle är Luxemburg, 13,1 kilometer öster om Dahlem. 
Omgivningarna runt Dahlem är en mosaik av jordbruksmark och naturlig växtlighet.